# Adios, Nugoro amada
Adios, Nugoro amada è una composizione poetica di Antonio Giuseppe Solinas del 1893, i suoi versi divennero un canto d'autore di ispirazione folklorica grazie al noto brano corale composto dal maestro Gian Paolo Mele.

## Storia e contenuto
Il canonico Solinas aveva scritto questo versi sul treno che, lungo i binari a scartamento ridotto, lo portava da Nuoro a Sassari al Seminario Arcivescovile dove avrebbe proseguito gli studi in teologia fino al 1895, anno in cui fece ritorno a Nuoro, dove fu ordinato sacerdote. 

## Testo
Adios (Deghina glossa)
Cun crudelissima pena
	
ti lasso, o terra istimada;
	
adios Nugor amada,
	
prite parto a terr’anzena.

Ecco già bennida s’ora
	
de partire dolorosa!
	
Già de purpura e de rosa
	
s’oriente si colora,
	
già cumparit s’Aurora
	
dae su Monte serena,
	
la saludan cun amena
	
boghe, puzones canoros:
	
e deo parto, o Nugòro,
	
cun crudelissima pena!
Frades, sorre, mam’amante,
	
dilettos parentes mios,
	
amigos caros, adios,
	
ecco su fatal’istante!
	
Cun su coro palpitante,
	
cun boghe tremula e lena
	
bos poto fàghere appena
	
(o dolorosa partida!)
	
Custa estrema dispedida
	
Prite parto a terr’anzena!

## Interpreti
- Coro di Nuoro
- Coro Barbagia
- Coro su Nugoresu
- Coro Nugoro Amada

## Discografia
- 1966, Sardegna canta e prega, Coro Barbagia, Vik – (KSVP 206) e 1972 RCA Italiana INTI 1371
- 1972, Adios Nugoro amada, Coro di Nuoro, Joker
- 1993, Coro Nugoro Amada nell'album Ammentos